# Quarante-sixième district congressionnel de Californie
Le 46e district congressionnel de Californie est un district de l'État américain de Californie.
Il est représenté par le Démocrate Lou Correa depuis 2017, date à laquelle il a succédé à Loretta Sanchez, qui a pris sa retraite pour briguer un mandat au Sénat américain. Le district est basé dans le Comté d'Orange et comprend les communautés d'Anaheim, Santa Ana et Stanton, ainsi que des parties d'Orange et de Fullerton. C'est à la fois le district le plus démocrate et le plus latino du Comté d'Orange.
Le district contient le parc à thème Disneyland et Angel Stadium.
De 2003 à 2013, le district couvrait une partie du Comté de Los Angeles et du Comté d'Orange. Il comprenait Huntington Beach, Costa Mesa et Rancho Palos Verdes.

## Géographie
| #  | Comté  | Siège     | Population |
| -- | ------ | --------- | ---------- |
| 59 | Orange | Santa Ana | 3 135 755  |

Depuis le redécoupage de 2020, le 38e district congressionnel de Californie est situé dans le Sud de la Californie. Il se trouve entièrement dans l'ouest du Comté d'Orange.
Le Comté d'Orange est divisé entre ce district, le 40e district, le 45e district et le 47e district. Les 46e et 40e sont séparés par E La Palma Ave, E Jackson Ave, E Frontera St, Santa Ana River, Riverside Freeway, Costa Mesa Freeway, N Tustin St, E Meats Ave, N Orange Olive Rd, Garden Grove Freeway, 16909 Donwest -16791 E Main St, E Chestnut Ave, 16282 E Main St-717 S Lyon St, E McFadden Ave, Warner Ave et Red Hill Ave.
Les 46e, 45e et 47e sont divisés par Red Hill Ave, E Alton Parkway, Costa Mesa Freeway, Sunflower Ave, Harbor Blvd, MacArthur Blvd, Santa Ana River, W Lehnhardt Ave, Gloxinia Ave, Lilac Way, Edinger Ave, Pebble Ct, 10744 W Lehnhardt Ave-10726 Kedge Ave, 724 S Sail St-5641 W Barbette Ave-407 S Starboard St, Starboard St/S Cooper St, Taft St, Hazard Ave, N Euclid St, Westminster Ave, Clinton St, 14300 Clinton St-1001 Mar Les Dr, Mar Les Dr, 2729 Huckleberry Rd, N Fairview St, Fairview St, 13462 Garden Grove Blvd-13252 Marty Ln, Townley St/Siemon Ave, W Garden Grove Blvd, S Lewis St, W Chapman Ave, E Simmons Ave, S Haster St, Ascot Dr, W Orangewood Ave, S 9th St, 2209 S Waverly Dr-11751 S Waverly Dr, Euclid St, Haven Ln, W Dudley Ave, S Euclid St, Katella Ave, Dale St, Rancho Alamitos High School, Orangewood Ave, Barber City Channel, Arrowhead St, Del Rey Dr, Westcliff Dr, Lampson Ave, Fern St, Garden Glove Blvd, Union Pacific Railroad, 7772 W Chapman Ave-Bently Ave, Highway 39, Western Ave, Stanton Storm Channel, Knott Ave, 6970 Via Kannela-6555 Katella Ave, Cerritos Ave, 10490 Carlotta Ave-Ball Rd, John Beat Park, S Knott Ave, Solano Dr, Monterra Way, Campesina Dr, Holder Elementary School, W Orange Ave, 6698 Via Riverside Way-Orangeview Junior High School, W Lincoln Ave, 195 N Western Ave-298 N Western Ave, 3181 W Coolidge Ave-405 N Dale St, W Crescent Ave, N La Reina St, W La Palma Ave, Boisseranc Park, I-5 HOV Lane, Orangethorpe Ave, Fullerton Creek, Whitaker St, Commonwealth Ave, Los Angeles County Metro, W Malvern Ave, W Chapman Ave, E Chapman Ave, S Placentia Ave, Kimberly Ave, E Orangethorpe Ave, and 2500 E Terrace St-Highway 57.
Le 46e district englobe les villes de Santa Ana, Stanton, la majorité d'Anaheim, le sud de Fullerton et l'ouest d'Orange.

### Villes et CDP de 10 000 personnes ou plus
- Anaheim - 346 824
- Santa Ana - 306 457
- Fullerton - 143 617
- Orange - 139 911
- Stanton - 37 962

## Historique de vote
| Année | Poste                                    | Résultats                      |
| ----- | ---------------------------------------- | ------------------------------ |
| 1992  | Président                                | Bush 39,9 % – 37,1 %           |
| 1992  | Sénateur                                 | Herschensohn 53,1 % – 36,2 %   |
| 1992  | Sénateur (Spéciale)                      | Seymour 45,7 % – 42,6 %        |
| 1994  | Gouverneur                               | Wilson 60,1 % – 34,1 %         |
| 1994  | Sénateur                                 | Huffington 54,2 % – 33,2 %     |
| 1996  | Président                                | Clinton 48,3 % – 40,8 %        |
| 1998  | Gouverneur                               | Davis 55,9 % - 39,6 %          |
| 1998  | Sénateur                                 | Boxer 49,9 % – 44,2 %          |
| 2000  | Président                                | Gore 54,1 % – 42,3 %           |
| 2000  | Sénateur                                 | Feinstein 49,9 % – 44,2 %      |
| 2002  | Gouverneur                               | Simon 55,8 % – 36,4 %          |
| 2003  | Recall,                                  | Oui 70,0 % - 30,0 %            |
| 2003  | Recall,                                  | Schwarzenegger 62,2 % – 17,8 % |
| 2004  | Président                                | Bush 56,9 % – 41,6 %           |
| 2004  | Sénateur                                 | Jones 48,6 % – 45,5 %          |
| 2006  | Gouverneur                               | Schwarzenegger 68,9 % – 26,3 % |
| 2006  | Sénateur                                 | Feinstein 47,9 % – 47,1 %      |
| 2008  | Président                                | McCain 49,8 % – 48,0 %         |
| 2010  | Gouverneur                               | Whitman 55,8 % – 38,8 %        |
| 2010  | Sénateur                                 | Fiorina 56,4 % – 38,4 %        |
| 2012  | Président                                | Obama 61,4 % – 36,2 %          |
| 2012  | Sénateur                                 | Feinstein 63,0 % – 37,0 %      |
| 2014  | Gouverneur                               | Brown 59,5 % – 40,5 %          |
| 2016  | Président                                | Clinton 66,3% – 27,9 %         |
| 2016  | Sénateur                                 | Sanchez 58,7 % – 41,3 %        |
| 2018  | Gouverneur                               | Newsom 63,8 % – 36,2 %         |
| 2018  | Sénateur                                 | Feinstein 52,8 % – 47,2 %      |
| 2018  | Lieutenant Gouverneur                    | Hernandez 52,8 % – 47,2 %      |
| 2018  | Secrétaire d'État                        | Padilla 67,1 % – 32,9 %        |
| 2018  | Contrôleur                               | Yee 67,0 % – 33,0 %            |
| 2018  | Trésorier                                | Ma 65,9 % – 34,1 %             |
| 2018  | Ministre de la Justice                   | Becerra 66,2 % – 33,8 %        |
| 2018  | Commissaire aux Assurance                | Lara 59,9 % – 40,1 %           |
| 2018  | State Board of Equalization, 4e District | Schaefer 63,4 % – 36,6 %       |
| 2020  | Président                                | Biden 64,3 % – 33,5 %          |
| 2021  | Recall                                   | Non 64,3 % - 35,7 %            |
| 2022  | Gouverneur                               | Newsom 59,6 % - 40,4 %         |
| 2022  | Sénateur                                 | Padilla 60,6 % - 39,4 %        |
| 2022  | Sénateur (Spéciale)                      | Padilla 60,4 % - 39,6 %        |

## Liste des Représentants du district
| Membre                           | Parti       | Années                          | Congrès     | Histoire électorale | Zone géographique                                                           |
| -------------------------------- | ----------- | ------------------------------- | ----------- | --- | --------------------------------------------------------------------------- |
| District créée le 3 janvier 1993 |             |                                 |             | |                                                                             |
| Bob Dorman (en)                  | Républicain | 3 janvier 1993 - 3 janvier 1997 | 103e , 104e | Redécoupage depuis le 38e district et réélu en 1992. Réélu en 1994. Perds sa réélection.                                                           | 1993–2003 Orange (Garden Grove, Santa Ana)                                  |
| Loretta Sanchez                  | Démocrate   | 3 janvier 1997 - 3 janvier 2003 | 105e - 107e | Élue en 1996. Réélue en 1998. Réélue en 2000. Redécoupage vers le 47e district.                                                                    | 1993–2003 Orange (Garden Grove, Santa Ana)                                  |
| Dana Rohrabacher                 | Républicain | 3 janvier 2003 - 3 janvier 2013 | 108e - 112e | Redécoupage depuis le 45e district et réélu en 2002. Réélu en 2004. Réélu en 2006. Réélu en 2008. Réélu en 2010. Redécoupage vers le 48e district. | 2003–2013 Los Angeles (Long Beach, Palos Verdes), Orange (Huntington Beach) |
| Loretta Sanchez                  | Démocrate   | 3 janvier 2013 - 3 janvier 2017 | 113e - 114e | Redécoupage depuis le 47e district et réélue en 2012. Réélue en 2014. Retrait pour se présenter comme Sénatrice des États-Unis.                    | 2013–2023 Orange (Anaheim, Santa Ana)                                       |
| Lou Correa                       | Democratic  | 3 janvier 2017 - en cours       | 115e - 119e | Élu en 2016. Réélu en 2018. Réélu en 2020. Réélu en 2022. Réélu en 2024.                                                                           | 2013–2023 Orange (Anaheim, Santa Ana)                                       |
| Lou Correa                       | Democratic  | 3 janvier 2017 - en cours       | 115e - 119e | Élu en 2016. Réélu en 2018. Réélu en 2020. Réélu en 2022. Réélu en 2024.                                                                           | 2023–en cours                                                               |

## Résultats des récentes élections
Voici les résultats des prix précédents cycles électoraux dans le district.

### 2004
| Élection de 2004 du 46e district congressionnel de Californie | Élection de 2004 du 46e district congressionnel de Californie | Élection de 2004 du 46e district congressionnel de Californie | Élection de 2004 du 46e district congressionnel de Californie | Élection de 2004 du 46e district congressionnel de Californie |
| ------------------------------------------------------------- | ------------------------------------------------------------- | ------------------------------------------------------------- | ------------------------------------------------------------- | ------------------------------------------------------------- |
| Parti                                                         | Parti                                                         | Candidat                                                      | Votes                                                         | %                                                             |
|                                                               | Républicain                                                   | Dana Rohrabacher (sortant)                                    | 171 318                                                       | 62,0                                                          |
|                                                               | Démocrate                                                     | Jim Brandt                                                    | 90 129                                                        | 32,5                                                          |
|                                                               | Vert                                                          | Tom Lash                                                      | 10 238                                                        | 3,7                                                           |
| Total des votes                                               | Total des votes                                               | Total des votes                                               | 271 685                                                       | 100%                                                          |
|                                                               | Les Républicains conservent                                   |                                                               |                                                               |                                                               |

### 2006
| Élection de 2006 du 46e district congressionnel de Californie | Élection de 2006 du 46e district congressionnel de Californie | Élection de 2006 du 46e district congressionnel de Californie | Élection de 2006 du 46e district congressionnel de Californie | Élection de 2006 du 46e district congressionnel de Californie |
| ------------------------------------------------------------- | ------------------------------------------------------------- | ------------------------------------------------------------- | ------------------------------------------------------------- | ------------------------------------------------------------- |
| Parti                                                         | Parti                                                         | Candidat                                                      | Votes                                                         | %                                                             |
|                                                               | Républicain                                                   | Dana Rohrabacher (sortant)                                    | 116 176                                                       | 59,6                                                          |
|                                                               | Démocrate                                                     | Jim Brandt                                                    | 71 573                                                        | 36,7                                                          |
|                                                               | Libertarien                                                   | Dennis Chang                                                  | 7303                                                          | 3,7                                                           |
| Total des votes                                               | Total des votes                                               | Total des votes                                               | 195 052                                                       | 100%                                                          |
|                                                               | Les Républicains conservent                                   |                                                               |                                                               |                                                               |

### 2008
| Élection de 2008 du 46e district congressionnel de Californie | Élection de 2008 du 46e district congressionnel de Californie | Élection de 2008 du 46e district congressionnel de Californie | Élection de 2008 du 46e district congressionnel de Californie | Élection de 2008 du 46e district congressionnel de Californie |
| ------------------------------------------------------------- | ------------------------------------------------------------- | ------------------------------------------------------------- | ------------------------------------------------------------- | ------------------------------------------------------------- |
| Parti                                                         | Parti                                                         | Candidat                                                      | Votes                                                         | %                                                             |
|                                                               | Républicain                                                   | Dana Rohrabacher (sortant)                                    | 149 818                                                       | 52,5                                                          |
|                                                               | Démocrate                                                     | Debbie Cook                                                   | 122 891                                                       | 43,1                                                          |
|                                                               | Vert                                                          | Thomas Lash                                                   | 8257                                                          | 2,9                                                           |
|                                                               | Libertarien                                                   | Ernst P. Gasteiger                                            | 4311                                                          | 1,5                                                           |
| Total des votes                                               | Total des votes                                               | Total des votes                                               | 285 277                                                       | 100%                                                          |
|                                                               | Les Républicains conservent                                   |                                                               |                                                               |                                                               |

### 2010
| Élection de 2010 du 46e district congressionnel de Californie | Élection de 2010 du 46e district congressionnel de Californie | Élection de 2010 du 46e district congressionnel de Californie | Élection de 2010 du 46e district congressionnel de Californie | Élection de 2010 du 46e district congressionnel de Californie |
| ------------------------------------------------------------- | ------------------------------------------------------------- | ------------------------------------------------------------- | ------------------------------------------------------------- | ------------------------------------------------------------- |
| Parti                                                         | Parti                                                         | Candidat                                                      | Votes                                                         | %                                                             |
|                                                               | Républicain                                                   | Dana Rohrabacher (sortant)                                    | 139 822                                                       | 62,2                                                          |
|                                                               | Démocrate                                                     | Ken Arnold                                                    | 84 940                                                        | 37,8                                                          |
| Total des votes                                               | Total des votes                                               | Total des votes                                               | 224 762                                                       | 100%                                                          |
|                                                               | Les Républicains conservent                                   |                                                               |                                                               |                                                               |

### 2012
| Élection de 2012 du 46e district congressionnel de Californie | Élection de 2012 du 46e district congressionnel de Californie | Élection de 2012 du 46e district congressionnel de Californie | Élection de 2012 du 46e district congressionnel de Californie | Élection de 2012 du 46e district congressionnel de Californie |
| ------------------------------------------------------------- | ------------------------------------------------------------- | ------------------------------------------------------------- | ------------------------------------------------------------- | ------------------------------------------------------------- |
| Parti                                                         | Parti                                                         | Candidat                                                      | Votes                                                         | %                                                             |
|                                                               | Démocrate                                                     | Loretta Sanchez (sortante)                                    | 95 694                                                        | 63,9                                                          |
|                                                               | Républicain                                                   | Jerry Hayden                                                  | 54 121                                                        | 36,1                                                          |
| Total des votes                                               | Total des votes                                               | Total des votes                                               | 149 815                                                       | 100%                                                          |
|                                                               | Les Démocrates conservent                                     |                                                               |                                                               |                                                               |

### 2014
| Élection de 2014 du 46e district congressionnel de Californie | Élection de 2014 du 46e district congressionnel de Californie | Élection de 2014 du 46e district congressionnel de Californie | Élection de 2014 du 46e district congressionnel de Californie | Élection de 2014 du 46e district congressionnel de Californie |
| ------------------------------------------------------------- | ------------------------------------------------------------- | ------------------------------------------------------------- | ------------------------------------------------------------- | ------------------------------------------------------------- |
| Parti                                                         | Parti                                                         | Candidat                                                      | Votes                                                         | %                                                             |
|                                                               | Démocrate                                                     | Loretta Sanchez (sortante)                                    | 49 738                                                        | 59,7                                                          |
|                                                               | Républicain                                                   | Adam Nick                                                     | 33 577                                                        | 40,3                                                          |
| Total des votes                                               | Total des votes                                               | Total des votes                                               | 83 315                                                        | 100%                                                          |
|                                                               | Les Démocrates conservent                                     |                                                               |                                                               |                                                               |

### 2016
| Élection de 2016 du 46e district congressionnel de Californie | Élection de 2016 du 46e district congressionnel de Californie | Élection de 2016 du 46e district congressionnel de Californie | Élection de 2016 du 46e district congressionnel de Californie | Élection de 2016 du 46e district congressionnel de Californie |
| ------------------------------------------------------------- | ------------------------------------------------------------- | ------------------------------------------------------------- | ------------------------------------------------------------- | ------------------------------------------------------------- |
| Parti                                                         | Parti                                                         | Candidat                                                      | Votes                                                         | %                                                             |
|                                                               | Démocrate                                                     | Lou Correa                                                    | 115 248                                                       | 70,0                                                          |
|                                                               | Démocrate                                                     | Bao Nguyen                                                    | 49 345                                                        | 30,0                                                          |
| Total des votes                                               | Total des votes                                               | Total des votes                                               | 164 593                                                       | 100%                                                          |
|                                                               | Les Démocrates conservent                                     |                                                               |                                                               |                                                               |

### 2018
| Élection de 2018 du 46e district congressionnel de Californie | Élection de 2018 du 46e district congressionnel de Californie | Élection de 2018 du 46e district congressionnel de Californie | Élection de 2018 du 46e district congressionnel de Californie | Élection de 2018 du 46e district congressionnel de Californie |
| ------------------------------------------------------------- | ------------------------------------------------------------- | ------------------------------------------------------------- | ------------------------------------------------------------- | ------------------------------------------------------------- |
| Parti                                                         | Parti                                                         | Candidat                                                      | Votes                                                         | %                                                             |
|                                                               | Démocrate                                                     | Lou Correa (sortant)                                          | 102 278                                                       | 69,1                                                          |
|                                                               | Républicain                                                   | Russell Rene Lambert                                          | 45 638                                                        | 30,9                                                          |
| Total des votes                                               | Total des votes                                               | Total des votes                                               | 147 916                                                       | 100%                                                          |
|                                                               | Les Démocrates conservent                                     |                                                               |                                                               |                                                               |

### 2020
| Élection de 2020 du 46e district congressionnel de Californie | Élection de 2020 du 46e district congressionnel de Californie | Élection de 2020 du 46e district congressionnel de Californie | Élection de 2020 du 46e district congressionnel de Californie | Élection de 2020 du 46e district congressionnel de Californie |
| ------------------------------------------------------------- | ------------------------------------------------------------- | ------------------------------------------------------------- | ------------------------------------------------------------- | ------------------------------------------------------------- |
| Parti                                                         | Parti                                                         | Candidat                                                      | Votes                                                         | %                                                             |
|                                                               | Démocrate                                                     | Lou Correa (sortant)                                          | 157 803                                                       | 68,8                                                          |
|                                                               | Républicain                                                   | James S. Waters                                               | 71 716                                                        | 31,2                                                          |
| Total des votes                                               | Total des votes                                               | Total des votes                                               | 229 519                                                       | 100%                                                          |
|                                                               | Les Démocrates conservent                                     |                                                               |                                                               |                                                               |

### 2022
La Californie a tenu sa Primaire Jungle le 7 juin 2022, selon ce système de Primaire, tous les candidats sont sur le même bulletin de vote, et les deux arrivés en tête s'affronteront le jour de l'Élection Générale, à savoir le 8 novembre 2022.
| Primaire Jungle 2022 du 46e district congressionnel de Californie | Primaire Jungle 2022 du 46e district congressionnel de Californie | Primaire Jungle 2022 du 46e district congressionnel de Californie | Primaire Jungle 2022 du 46e district congressionnel de Californie | Primaire Jungle 2022 du 46e district congressionnel de Californie |
| ----------------------------------------------------------------- | ----------------------------------------------------------------- | ----------------------------------------------------------------- | ----------------------------------------------------------------- | ----------------------------------------------------------------- |
| Parti                                                             | Parti                                                             | Candidat                                                          | Votes                                                             | %                                                                 |
|                                                                   | Démocrate                                                         | Lou Correa (sortant)                                              | 37 311                                                            | 49,1                                                              |
|                                                                   | Républicain                                                       | Christopher Gonzales                                              | 11 823                                                            | 15,6                                                              |
|                                                                   | Démocrate                                                         | Micahel Ortega                                                    | 9311                                                              | 12,2                                                              |
|                                                                   | Républicain                                                       | Mike Nguyen                                                       | 9162                                                              | 12,1                                                              |
|                                                                   | Républicain                                                       | Felix Rocha                                                       | 7084                                                              | 9,3                                                               |
|                                                                   | Indépendant                                                       | Ed Rushman                                                        | 1264                                                              | 1,7                                                               |

| Élection de 2022 du 46e district congressionnel de Californie | Élection de 2022 du 46e district congressionnel de Californie | Élection de 2022 du 46e district congressionnel de Californie | Élection de 2022 du 46e district congressionnel de Californie | Élection de 2022 du 46e district congressionnel de Californie |
| ------------------------------------------------------------- | ------------------------------------------------------------- | ------------------------------------------------------------- | ------------------------------------------------------------- | ------------------------------------------------------------- |
| Parti                                                         | Parti                                                         | Candidat                                                      | Votes                                                         | %                                                             |
|                                                               | Démocrate                                                     | Lou Correa (sortant)                                          | 78 041                                                        | 61,8                                                          |
|                                                               | Républicain                                                   | Christopher Gonzales                                          | 48 257                                                        | 38,2                                                          |
| Total des votes                                               | Total des votes                                               | Total des votes                                               | 126 298                                                       | 100 %                                                         |
|                                                               | Les Démocrates conservent                                     |                                                               |                                                               |                                                               |

### 2024
La Californie a tenu sa Primaire Jungle le 5 mars 2024, selon ce système de Primaire, tous les candidats sont sur le même bulletin de vote, et les deux arrivés en tête s'affronteront le jour de l'Élection Générale, à savoir le 5 novembre 2024.
| Primaire Jungle 2024 du 46e district congressionnel de Californie | Primaire Jungle 2024 du 46e district congressionnel de Californie | Primaire Jungle 2024 du 46e district congressionnel de Californie | Primaire Jungle 2024 du 46e district congressionnel de Californie | Primaire Jungle 2024 du 46e district congressionnel de Californie |
| ----------------------------------------------------------------- | ----------------------------------------------------------------- | ----------------------------------------------------------------- | ----------------------------------------------------------------- | ----------------------------------------------------------------- |
| Parti                                                             | Parti                                                             | Candidat                                                          | Votes                                                             | %                                                                 |
|                                                                   | Démocrate                                                         | Lou Correa (sortant)                                              | 46 184                                                            | 60,6                                                              |
|                                                                   | Républicain                                                       | David Pan                                                         | 30 032                                                            | 39,4                                                              |

| Élection de 2024 du 46e district congressionnel de Californie | Élection de 2024 du 46e district congressionnel de Californie | Élection de 2024 du 46e district congressionnel de Californie | Élection de 2024 du 46e district congressionnel de Californie | Élection de 2024 du 46e district congressionnel de Californie |
| ------------------------------------------------------------- | ------------------------------------------------------------- | ------------------------------------------------------------- | ------------------------------------------------------------- | ------------------------------------------------------------- |
| Parti                                                         | Parti                                                         | Candidat                                                      | Votes                                                         | %                                                             |
|                                                               | Démocrate                                                     | Lou Correa (sortant)                                          | 134 013                                                       | 63,4                                                          |
|                                                               | Républicain                                                   | David Pan                                                     | 77 279                                                        | 36,6                                                          |
| Total des votes                                               | Total des votes                                               | Total des votes                                               | 211 292                                                       | 100 %                                                         |
|                                                               | Les Démocrates conservent                                     |                                                               |                                                               |                                                               |

## Frontières historique du district

### 2003 - 2013
L'itération 2003 - 2013 du district était généralement considéré comme typique du gerrymandering. Il couvrait certaines ou toutes les villes suivantes du Comté d'Orange : Costa Mesa, Fountain Valley, Huntington Beach, Los Alamitos, Seal Beach et Westminster. Dans le Comté de Los Angeles, le district couvrait Rancho Palos Verdes, Rolling Hills, Rolling Hills Estates, Palos Verdes Estates faisant partie de Long Beach et une très petite partie du quartier de San Pedro de la ville de Los Angeles et de Santa Catalina Island, dont Avalon était la seule ville. Le district comprenait également l'ensemble du Port de Los Angeles et de Long Beach.
L'itération 2003 - 2013 du district était généralement considéré comme typique du gerrymandering. Il couvrait certaines ou toutes les villes suivantes du Comté d'Orange : Costa Mesa, Fountain Valley, Huntington Beach, Los Alamitos, Seal Beach et Westminster. Dans le Comté de Los Angeles, le district couvrait Rancho Palos Verdes, Rolling Hills, Rolling Hills Estates, Palos Verdes Estates faisant partie de Long Beach et une très petite partie du quartier de San Pedro de la ville de Los Angeles et de Santa Catalina Island, dont Avalon était la seule ville. Le district comprenait également l'ensemble du Port de Los Angeles et de Long Beach.

### 2013 - 2023
En raison du redécoupage après le recensement des États-Unis de 2010, le district s'est déplacé vers l'est vers certaines parties du Comté d'Orange telles qu'Anaheim et Santa Ana.